# Graffiti de Cucuron
Le graffiti de Cucuron représente un bateau marchand de haute mer qui a été daté entre 75 ans et 100 ans de notre ère. Par sa finesse et sa précision, c'est un document unique dans le monde romain. Il a été découvert lors des fouilles de la villa du Viély, à Cucuron, où il ornait un panneau d'enduit peint ocre rouge.   

## Lieu de la découverte
La villa du Viély est une villa gallo-romaine qui a été fouillée sur la commune de Cucuron dans un secteur proche de Cabrières-d'Aigues. Les fouilles n'ont dégagé qu'une partie de la villa composée d'un segment de portique et de l'amorce de quelques pièces. 
Ce fut suffisant pour mettre au jour un graffiti le dessin d'un bateau de commerce maritime. Il fut identifié lors du remontage des panneaux d'enduits peints qui recouvraient les murs. Ce bâtiment a été soigneusement gravé à la pointe sur un mètre carré. Le graffiti a été réalisé sur un panneau d'enduit peint ocre rouge cerné par un cadre vert. Il est à noter qu'un second bateau apparaît sur quelques fragments. Ce dessin, d'une grande exactitude, a été réalisé par un bon technicien qui a dû faire ses relevés à Massilia, situé à une quarantaine de kilomètres à vol d'oiseau.

## Importance de la découverte
Cette villa d'importance moyenne porte les traces d'un luxe qui ne pouvait être celui d’un grand domaine rural. Le graffiti, qui représente un bateau marchand de haute mer, en est le témoin. Sa découverte à Cucuron indique que « la distance entre la côte et l’arrière-pays avait été (momentanément) abolie par l’unité que Rome et ses infrastructures avaient imposée à la Provincia. ». 
Le bateau est considéré comme l'archétype des graffiti marins, car sa représentation révèle tout un ensemble de traits distinctifs. « Au-delà de leur caractère anecdotique, naïf voire insignifiant, les graffiti apparaissent comme des marqueurs socio-culturels et des indicateurs historico-archéologiques de première main capables d'étayer et de compléter des données contextuelles ou archivistiques, voire de suppléer au manque de données traditionnelles. ». Si leur apport à l'étude des navires historiques est essentiel, il en est de même pour l'étude de l'anthropologie maritime, tant historique que socioculturelle. Cette pièce, unique dans le monde romain, est déposée au musée Marc Deydier, dans un hôtel particulier du XVIIe siècle sis à Cucuron.